# Psychotic Youth
Psychotic Youth är ett svenskt rockband som bildades 1985 i Kramfors under namnet Ratfink-a-Bobos av sångaren, gitarristen och låtskrivaren Jörgen Westman. Som Psychotic Youth gav man ut två fullängdsskivor innan bandet flyttade till Göteborg och ombildades med ny sättning 1988. Den tredje fullängdsplattan Some Fun producerades av Chips Kiesbye från Sator och blev ett mindre genombrott för bandet. Under 90-talet kom ytterligare fyra studioalbum på olika skivbolag innan Psychotic Youth lade ner verksamheten 1999. Bandet återuppstod dock en handfull gånger under 2000-talet och existerar permanent sedan 2015.
Psychotic Youth började som ett garagerockband, influerade bland andra av Solnabandet The Nomads och Malmöbandet Wilmer X, för att senare dra åt olika stilar som till exempel rockabilly, surfpunk, metal, psychedelia och new wave/power-pop. Bandet hade sin mest framgångsrika period i början av 90-talet, då man turnerade flitigt i Sverige och internationellt samt bland annat spelade på Roskildefestivalen, Hultsfredsfestivalen och den första Arvikafestivalen. 
Genom åren har dussintalet medlemmar kommit och gått i Psychotic Youth med Jörgen Westman som ende konstanta medlemmen. Gruppens gitarrist 1988-1993, Magnus "Nypon" Nyberg, slutade i Psychotic Youth för att bilda hardcorebandet Mary Beats Jane. Gunnar Frick, keyboardist och basist i bandet 1985-1995, blev 2006 medlem i förre The Kinkssångaren Ray Davies band. Efter att Psychotic Youth splittrades 1999, bildade Westman rockabillybandet The Buckshots.
2010 återförenades bandet med sin originalsättning från de två första studioalbumen för ett antal spelningar. Planen var att spela in ett nytt album med denna sättning, men av olika anledningar rann projektet ut i sanden. Jörgen Westman satte 2015 ihop en ny upplaga av Psychotic Youth som bland annat turnerade i Japan februari 2016.
2018 återförenas originalsättningen från 1993 och sedan dess har bandet släppt ytterligare 3 album inklusive turnéer i Europa. År 2020 firar bandet 35 år.

## Diskografi
Studioalbum
- 1986 – Faster Faster (Rainbow Music)
- 1988 –  Anything For A Thrill (Garageland Records)
- 1989 – Some Fun (Radium 226.05 Records)
- 1992 – ...Be In The Sun... (Radium 226.05 Records)
- 1993 – Juice! (Nonstop Records)
- 1994 – Pop (Nonstop Records)
- 1998 – Stereoids (Blast/Wolvrine Records)
- 2017 – The Voice Of Summer (Waterslide Records)
- 2019 – 21 (Waterslide Records/Red West Production)
- 2020 – Stereoids Revisited (remix, Red West Production)
- 2020 – Bamboozle (Re-issue Red West Production)
- 2020 – Retro (Red West Production)
- 2020 – Forever And Never (Waterslide Records/Red West Production)
- 2020 – Scandinavian Flavor (Snap Records)
- 2022 - A Pow From The Now! (Waterslide Records)

Livealbum
- 2000 – Alive Under the Midnight Sun (Target Earth Records)

EP
- 1986 – Devils Train (Garageland Records)
- 1993 – MTV (Nonstop Records)
- 1996 – Bubblegum Pop (Wolverine Records)
- 2000 – Leaving The 20th Century Alive (Gonna Puke)
- 2021 – ABBA (Red West Production)
- 2021 – The Bellevue Tapes (Snap Records)
- 2021 - Psychotic Radio (with Radio Days) (Snap Records)
- 2022 - Surf! (with Kahuna Surfers) (Red West Production)
- 2022 - Punk! (with City Saints) (Red West Production)

Singlar
- 1985 – "Johnny Too Bad"
- 1988 – "Just Like Me" / "Stop Wastin' My Time"
- 1989 – "Julie" / "I Want It Now"
- 1989 – "Some Fun" / "Good Times Are Gone"
- 1990 – "It Won't Be Long Before We See The Sun Shine" / "All Kindsa Girls"
- 1993 – "Elevator Girl"

Samlingsalbum
- 1994 – Bamboozle! (Nonstop Records)
- 1996 – Small Wonders 1985-1995 (MNW Zone)
- 2016 – Power Pop To Die For (Waterslide)